# Бразильско-чилийские отношения
Бразильско-чилийские отношения — двусторонние дипломатические отношения между Бразилией и Чили. В 2013 году был проведён опрос BBC World Service Poll, по результатам которого было выявлено, что 73 % чилийцев позитивно относятся к Бразилии и лишь 8 % высказывают отрицательное мнение об этой стране.

## История
В течение большей части 19-го и 20-го веков эти две страны конфликтовали с Аргентиной, Уругваем и Парагваем, в результате чего Бразилия и Чили стали близкими союзниками. Чили и Бразилия неоднократно совместно выступали в качестве посредников в международных конфликтах, например в таком, как вооружённое столкновение в 1914 году между Соединенными Штатами и Мексикой, где помогли избежать возможного состояния войны между этими двумя странами. Во время восстания в Гаити в 2004 году, Чили и Бразилия активно участвовали в Миссии ООН по установлению мира в Гаити.

### АБЧ пакт
20 мая 1914 года Аргентина, Бразилия и Чили (Страны АБЧ) провели встречу у Ниагарского водопада в Канаде, где выступили в качестве посредников с целью помочь избежать состояния войны между Соединенными Штатами и Мексикой из-за американской оккупации Веракруса. 15 мая 1915 года AБЧ державы вновь встретились, чтобы подписать договор о сотрудничестве, ненападении и решении арбитражных споров. Договор был заключён, чтобы противостоять американскому влиянию в регионе и создать механизм для консультаций между тремя подписавшими его странами, а также для создания постоянной комиссии по посредничеству.